# Шарду (Клуж)
Шарду (рум. Șardu) насеље је у Румунији у округу Клуж у општини Санпаул. Oпштина се налази на надморској висини од 425 m.

## Становништво
Према подацима из 2002. године у насељу је живело 500 становника, од којих су сви румунске националности.